# Wapt
WAPT (Web Application Performance Testing) є засобом для тестування продуктивності, навантаження та стресового тестування вебсайтів і інтернет додатків з вебінтерфейсом.
WAPT є засобом навантажувального і стресового тестування, що дає можливості для детального та ефективного тестування вебсайтів і Інтернет додатків з вебінтерфейсом. Використовуючи WAPT можна тестувати і аналізувати характеристики продуктивності та вузькі місця вебсайтів при різних умовах навантаження.